# Tioacetal

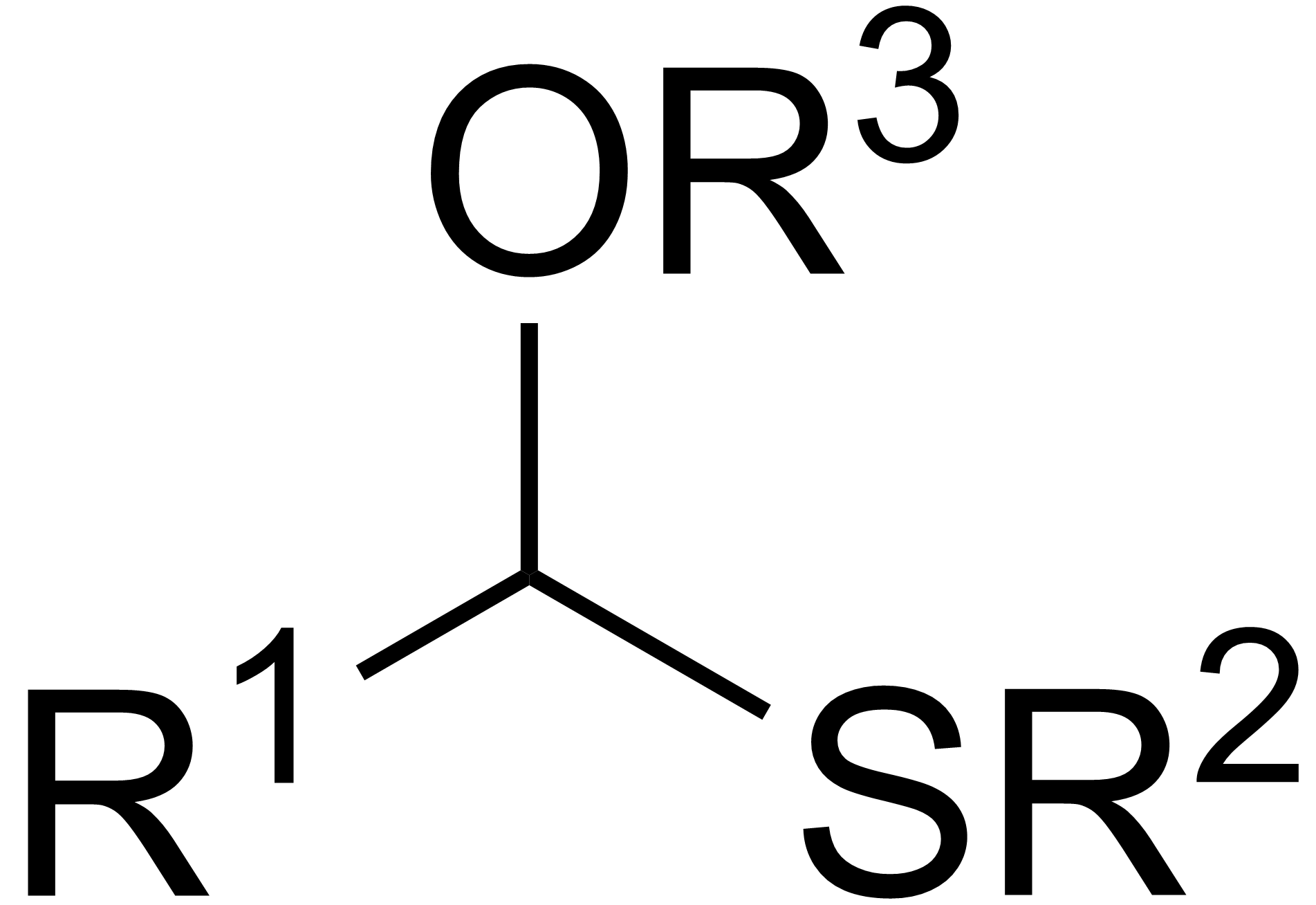
Structura chimică generală a unui monotioacetal.

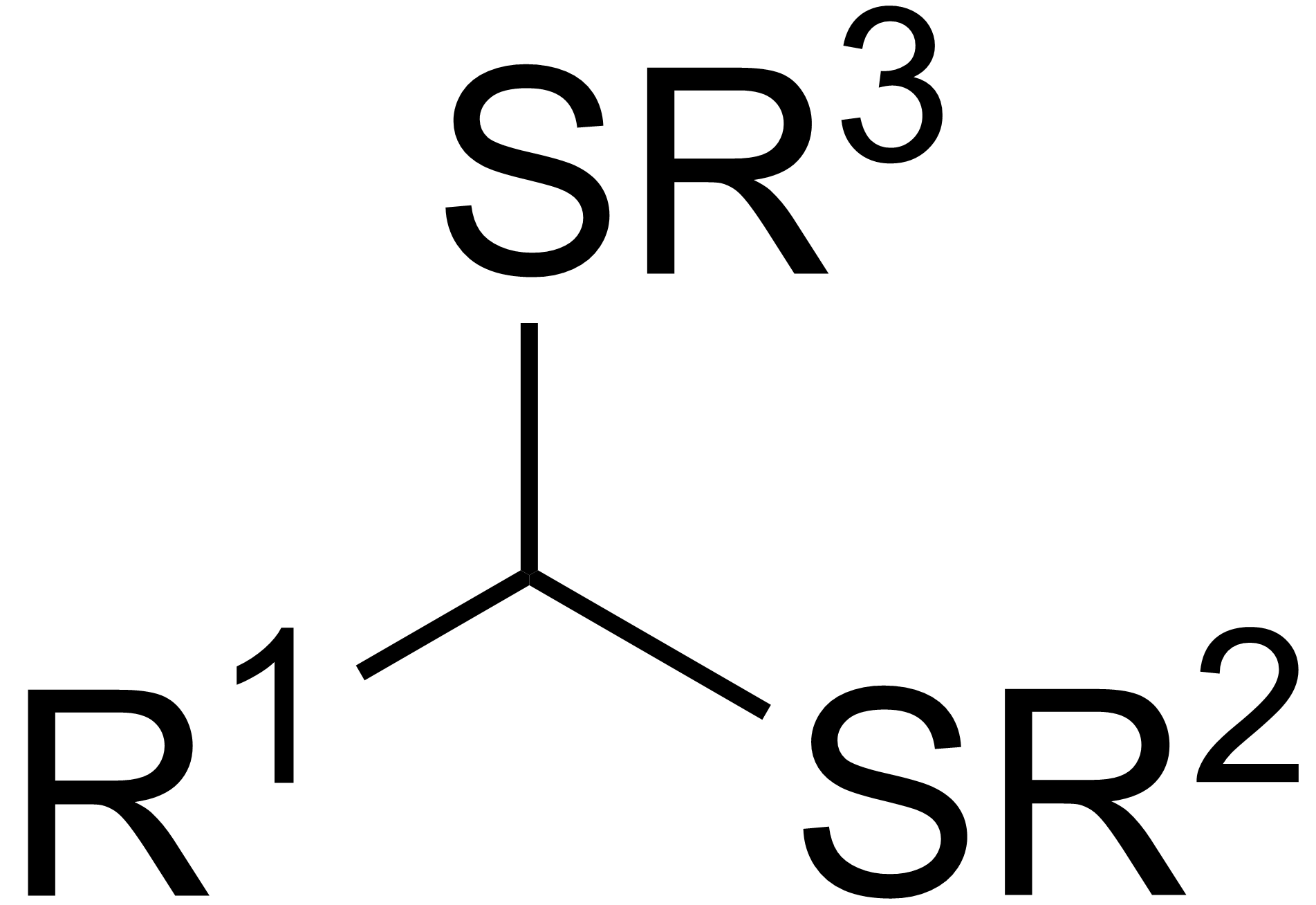
Structura chimică generală a unui ditioacetal.

Tioacetalii sunt analogii sulfurați ai acetalilor, și pot fi monotioacetali, cu formula RC(OR')(SR")H, și ditioacetali, cu formulele RC(SR')2H (pentru cei simetrici) și RC(SR')(SR")H (pentru cei asimetrici).

## Obținere
Ditioacetalii simetrici sunt compuși relativ comuni, și pot fi preparați în urma unei reacții de condesare dintre tioli sau ditioli și aldehide. Sinteza are loc prin intermediari denumiți hemitioacetali:
- Adiția aldehidei la tiol cu obținerea de hemitioacetal:

{\displaystyle {\ce {RSH + R'CH(O) -> R'CH(SR)(OH)}}}
- Adiția hemitioacetalului la tiol cu obținerea ditiolului și cu eliminare de apă:

{\displaystyle {\ce {RSH + R'CH(OH)SR -> R'CH(SR)2 + H2O}}}
Ditioacetalii obținuți din aldehide și 1,2-etanditiol sau 1,3-propanditiol sunt adesea utilizați în sinteza organică:

## Proprietăți
Ditioacetalul este utilizat ca grupă protectoare pentru aldehide.
Ditioacetalii ciclici dau reacția de reducere Mozingo (sunt intermediari în reducerea aldehidelor și cetonelor la alcani):